# Unity Technologies
 (транскр.  Јунити текнолоџиз) је компанија која је развила Unity, један од најпопуларнијих лиценцираних 3D погона игара. Користи се у 3D и 2D играма као што су  и .

## Историја
Давид Хелгасон, Николас Францис и Јоаким Анте су основали Unity Technologies у Копенхагену. До тога је дошло након што је њихова прва игра GooBall доживела неуспех. Препознали су вредност у развоју погона и њихових алата и потом кренули да стварају покон који може бити доступан сваком по приступачној цени. Помоћ су им пружале компаније као што су  и .
За успех погона Unity је добрим делом заслужна његова подршка независним програмерима који нису у стању да створе сопствене погоне игара. Компанија је фокусирана на томе да …демократизује развој игара” и да интерактивни садржај за креирање 2D и 3D игара учини приступачним што већем броју људи широм света.
У 2008. години, са успехом iPhone-а, Unity је био један од првих произвођача погона игара који је у потпусности почео да подржава ту платформу. Према анкети коју су спровели произвођачи игара, Unity данас користи 53,1% произвођача игара за мобилне телефоне. Oni su proizveli na stotine igara koje su puštene za Android i iOS uređaje.
2009. године се појавила бесплатна верзија софтвера Unity. Убрзо након појављивања, број регистрованих корисника је почео нагло да расте. У априлу 2012. године, Unity постиже још већу популарност када је број регистрованих корисника достигао 1 милион, од чега је 300.000 оних који редовно користе Unity на месечном нивоу.

## 
је део компаније Unity Technologies посвећен испоручивању игара ка мобилним телефонима, продавницама апликација, таблетима и другим платформама. Union сарађује са Unity програмерима приликом лиценцирања игара које треба да се појаве на новим уређајима.
Union обухвата портфолио од преко 125 игара које су од свог појављивања оствариле цифру од преко 120 милиона преузимања.
Shadowgun, Super Crossfire HD, Frisbee Forever, Falling Fred и  су неки од наслова иза којих стоји Union.
Union обезбеђује платформама партнерима приступ играма, а с друге стране оснажује Unity програмере новим могућностима дистрибуције. Union-у се може слободно приступити, и он даје 80 посто зараде својим програмерима. Intel, LGTV, Roku, BlackBerry, Nokia, Sony и Lenovo су неки од платформи Union-а.